# Antipodogomphus proselythus
Antipodogomphus proselythus là loài chuồn chuồn trong họ Gomphidae. Loài này được Martin mô tả khoa học đầu tiên năm 1901.